# Metrostation Chennai International Airport

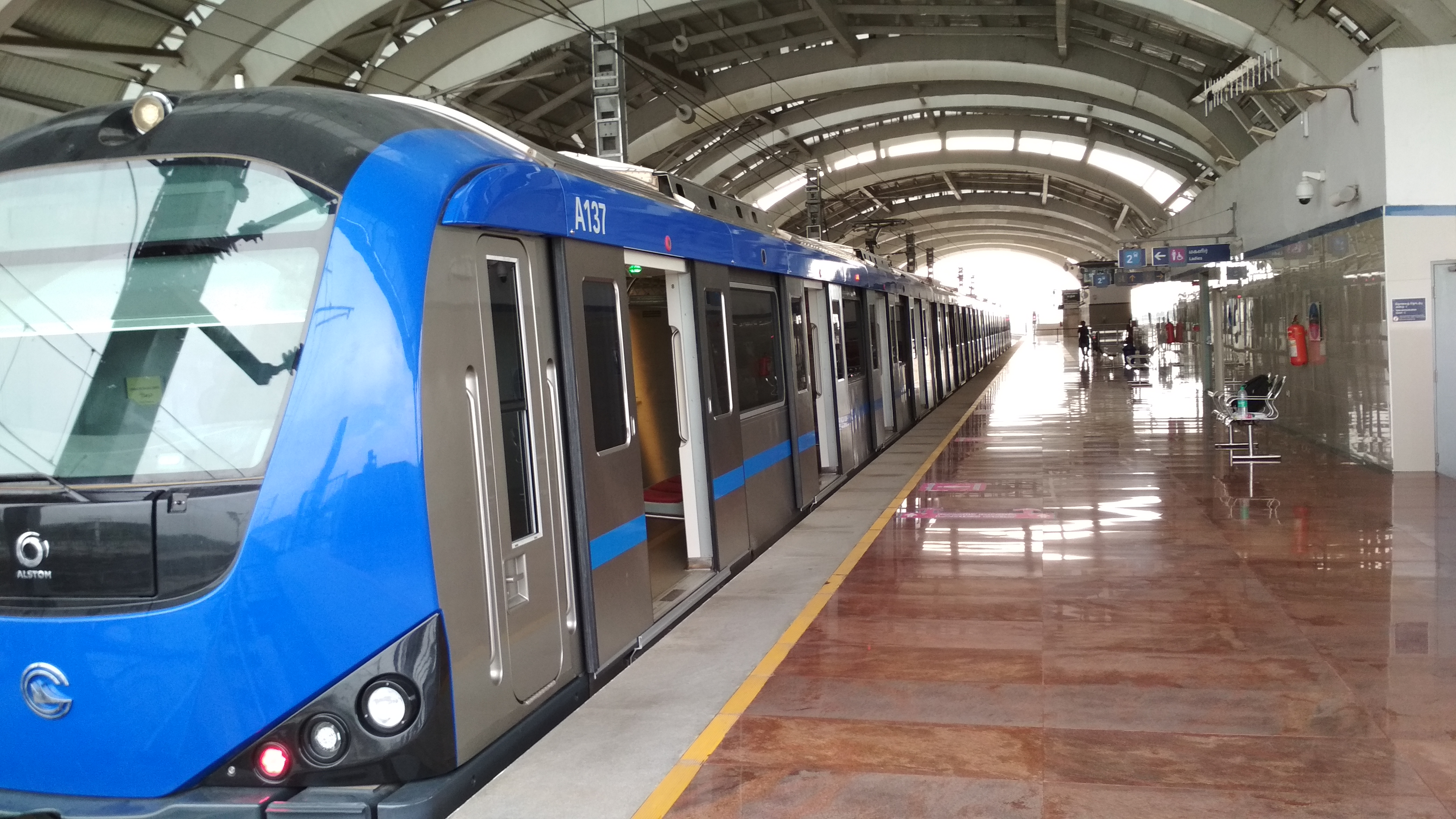
Bahnsteig

Die Metrostation Chennai International Airport (Tamil: சென்னை விமான நிலையம்) ist ein oberirdischer U-Bahnhof der Metro Chennai. Er ist die Endstation der Blauen Linie.
Die Metrostation Chennai International Airport bedient den Flughafen Chennai. Sie ist als Hochbahnhof konzipiert und befindet sich gegenüber dem Flughafengebäude an der Ausfallstraße Grand Southern Trunk Road. Die Metrostation ist jeweils etwa 500 Meter vom Auslands- und Inlandsterminal des Flughafens entfernt. In unmittelbarer Nachbarschaft auf der anderen Seite der Grand Southern Trunk Road befindet sich der Bahnhof Tirusulam, der von der Chennaier Vorortbahn bedient wird.
Die Station Chennai International Airport wurde am 21. September 2016 als Teil des ersten Streckenabschnitts der Blauen Linie eröffnet. Nach der Eröffnung der Metroverbindung gestaltete sich der Übergang in den Flughafen für die Fahrgäste schwierig, da kein direkter Zugang von den Terminals zur Metrostation vorhanden war. Stattdessen wurde eine Shuttle-Service mit Elektromobilen eingerichtet. Im März 2018 wurde ein Skyway mit Fahrsteig eröffnet, der die Metrostation direkt mit den Terminals verbindet.